# Travis County
Travis County je okres ve státě Texas v USA. K roku 2010 zde žilo 1 024 266 obyvatel. Správním městem okresu je Austin, které je rovněž hlavním městem Texasu. Celková rozloha okresu činí 2 647 km².